# Канаян, Драстамат Мартиросович
Драстама́т Мартиро́сович Каная́н (арм. Դրաստամատ Մարտիրոսի Կանայան, более известен как «генерал Дро», арм. Դրո; 1 [13] мая 1883, Ыгдыр, Эриванская губерния, Российская империя — 8 марта 1956, Бостон) — армянский политический и военный деятель. Член партии Дашнакцутюн. 
Сотрудничал с Третьим рейхом, один из создателей формирования вермахта — Армянского легиона.

## Биография

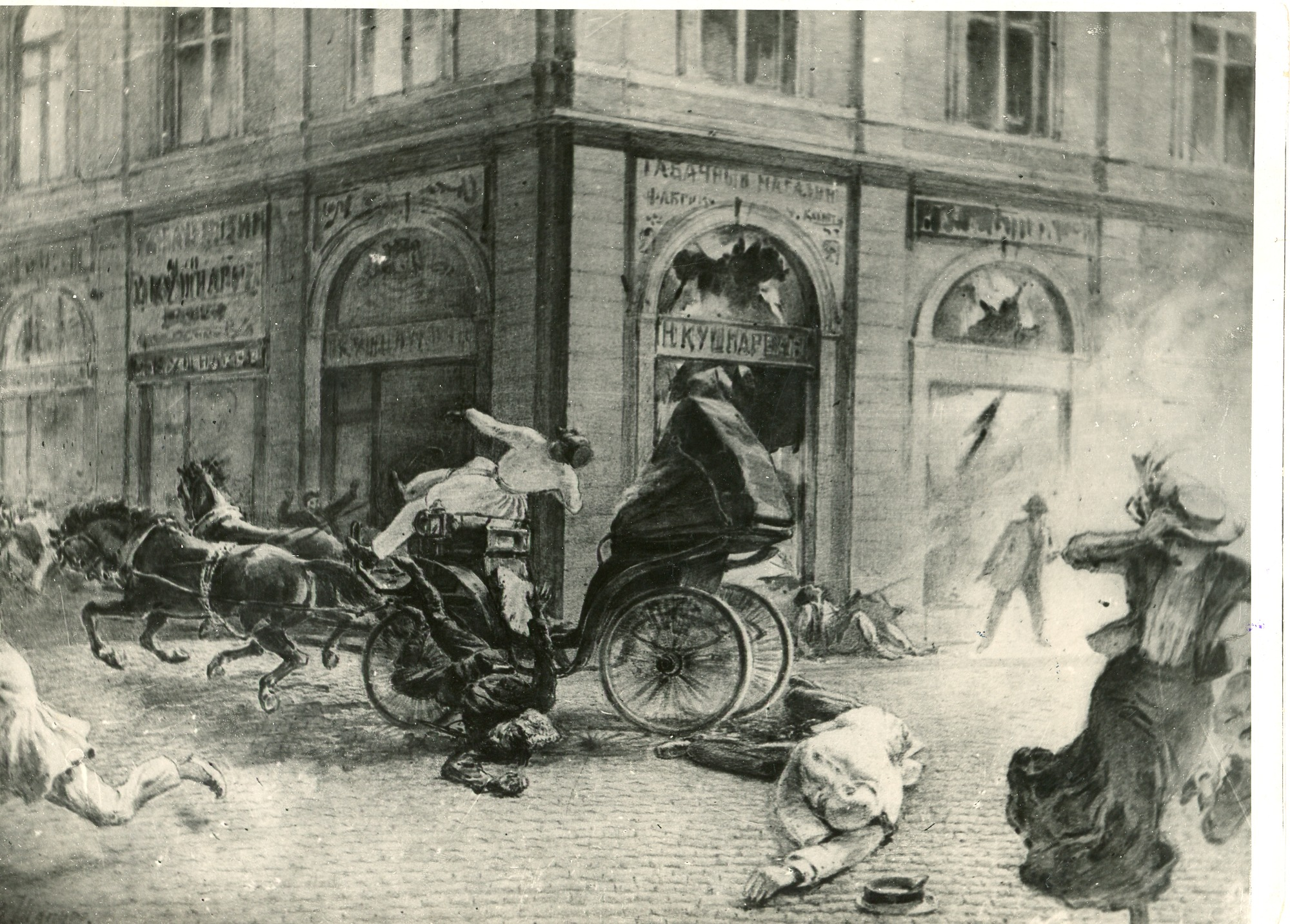
"Убийство бакинского губернатора Кн. Накашидзе"

Родился 31 мая 1883 года в городе Игдыр Сурмалинского уезда (территория современной Турции) Эриванской губернии Российской Империи. В 1902 году окончил русскую гимназию в Эривани и поступил в военное училище[какое?]
В 1903 вступил в ряды партии Дашнакцутюн и примкнул к армянскому национально-освободительному движению. 11 мая 1905 года брошенной бомбой убил бакинского губернатора Михаила Накашидзе, обвинявшегося дашнаками в организации армяно-татарской резни в Баку. 
В 1908 году, переехав в Баязет и действуя под видом коммерсанта, руководил переброской оружия из Восточной Армении.

## Первая мировая война
В начале Первой мировой войны Россия объявила амнистию для дашнаков. В ноябре 1914 года Дро был назначен командиром 2-го Армянского добровольческого отряда в составе Русской армии. Принимал участие в боях на Кавказском фронте. Отмечен высшим командованием за Ванское сражение. В конце 1917 года был назначен комиссаром Армянского корпуса.
В Башапаранском сражении в ходе армяно-турецкой войны (1918) против турецких интервентов командовал войсками прикрытия. В этом сражении турецкая армия была окружена и разгромлена.
В ноябре 1920 года был назначен военным министром Республики Армении. По соглашению между РСФСР и Республикой Армении от 2 декабря 1920 года, согласно которому Армения была объявлена независимой социалистической республикой, Дро был введён в состав временного Ревкома Армении (от группы левых дашнаков). Однако прибывший в начале декабря 1920 года в Эривань Ревком Армении не согласился с этим решением, и Дро не был утвержден членом Ревкома.
До начала января 1921 года выполнял обязанности командующего войсками Советской Армении. В январе 1921 года был отправлен в ссылку в Москву с другими офицерами Первой Республики Армении. В этом же  году семья Дро (его вторая жена Арпеник и трое сыновей (один — от первого брака) также отправилась в Москву, где оставалась до 1924 года. 
В 1923 году Дро удалось переправить за границу своего старшего сына Людвига (под предлогом лечения от туберкулеза). Через год и сам он получил от советских властей разрешение на выезд в Румынию. Остальных членов семьи ему не позволили взять с собой. В последующие годы Дро жил в Румынии, затем в Ливане.

## Вторая мировая война
В годы Второй мировой войны принял участие в формировании подразделений Армянского легиона в составе вермахта (основан 8 февраля 1942 г.), укомплектованного из числа армян-военнопленных Советской Армии и армян, проживающих в Европе. В 1945 году арестован американцами, но вскоре освобождён. Эмигрировал в США.
Последние годы своей жизни провел в армянской общине в Бейруте (Ливан). Несколько раз ездил в США на лечение. Скончался 8 марта 1956 года в Бостоне (США). Был похоронен в Бостоне. В конце мая 2000 года тело Дро было перезахоронено в Армении, в Апаране возле мемориала воинам-героям.

## Семья
- 1-я жена — Нвард
  - Сын Людвиг (1909 г.р.)
- 2-я жена — Арпеник Александровна, урожд. Алоян. Дочь купца 1-й гильдии.  
  - Сыновья: Сурен (1917—1940) и Гурген Канаян (1920 г.р.). В первого по шестой класс Гурген учился в ереванской школе в одном классе вместе с Сильвой Капутикян. В 1937 году семья Дро на пять лет была выслана в Сибирь — в Тевриз, а затем в деревню Черноярка[5]. Жена Гургена Канаяна (с 1948 г.)  — Роза Самойлик. Внуки Дро (дети Гургена)  — Ирина, Сурен и Рубен.
- 3-я жена (с 1935 г.) — Гаяне, урожд. Арпилян (1900—после 2000 г.). Дочь священника.  В первом браке замужем за Паруйром Левоняном, сыном певца и поэта Дживани.
  - Падчерица (дочь Гаяне)  — Ольга
  - Сын — Мартирос (1938 г.р.). Внуки Дро (дети Мартироса) — Филипп, Дро.

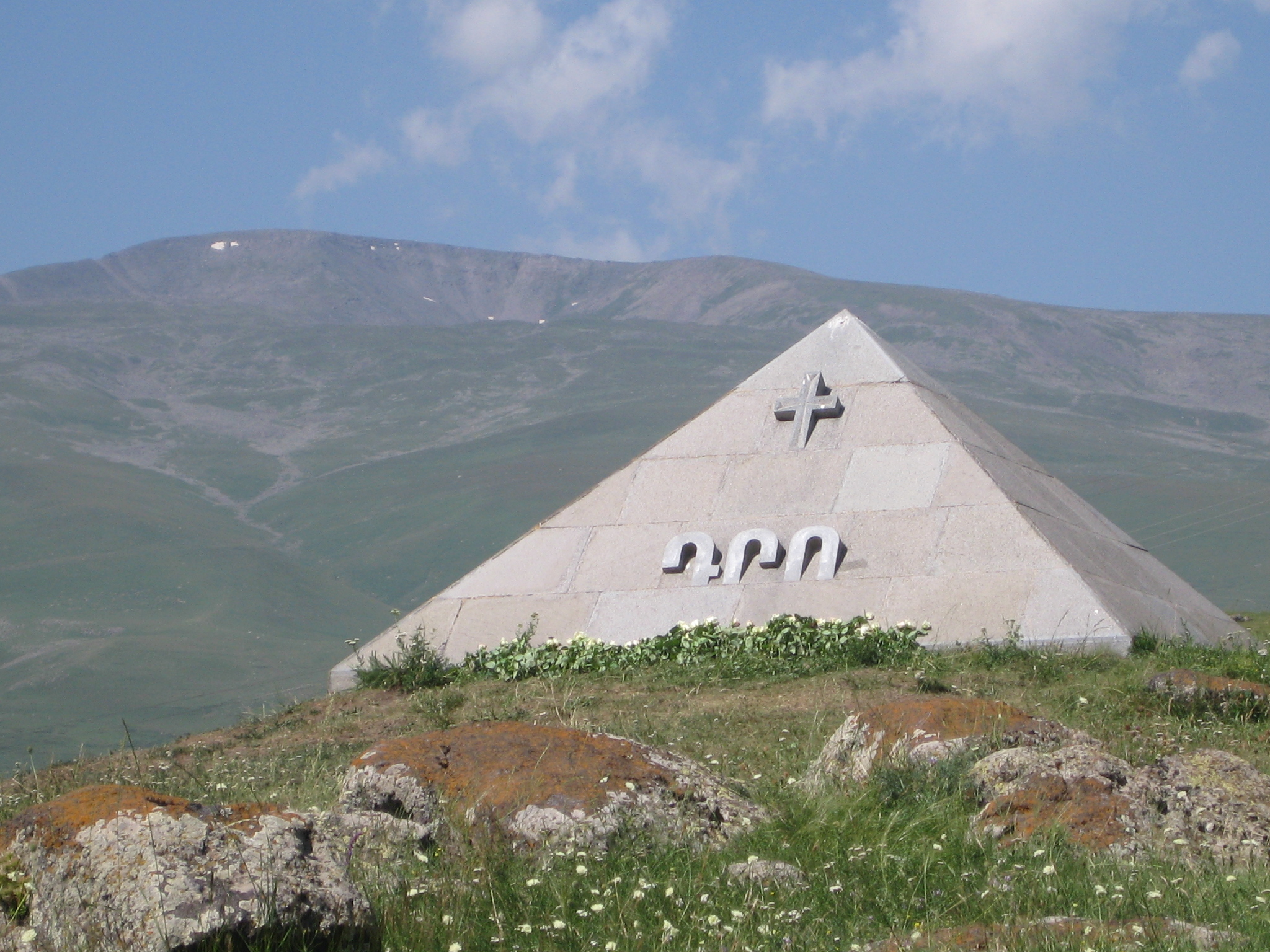
Мавзолей Дро в Апаране